# Universidad Estatal de Nueva York en Oswego
La Universidad Estatal de Nueva York en Oswego (State University of New York at Oswego en idioma inglés), también conocida como Oswego State y SUNY Oswego, es una universidad estadounidense ubicada en Oswego (Estado de Nueva York). Fue fundada en 1861. Pertenece al sistema público de la Universidad Estatal de Nueva York (State University of New York en inglés).

## Escuelas y colegios

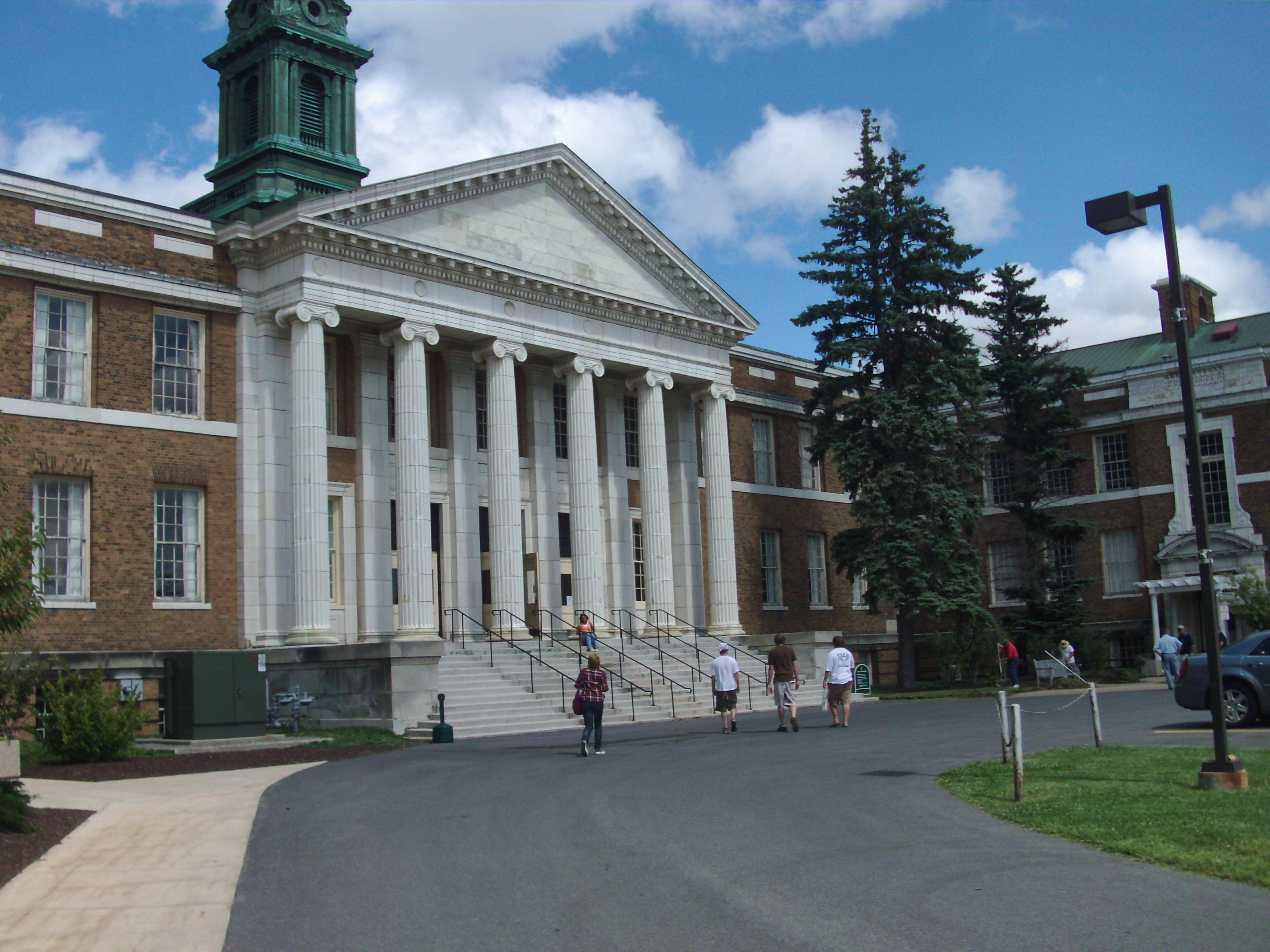
Sheldon Hall.

- College of Liberal Arts and Sciences
  - Anthropology Department
  - Department of Biological Sciences Archivado el 12 de octubre de 2010 en Wayback Machine.
  - Department of Chemistry
  - Computer Science Department Archivado el 24 de noviembre de 2010 en Wayback Machine.
  - Earth Sciences Department Archivado el 11 de octubre de 2010 en Wayback Machine.
  - Economics Department
  - Department of English & Creative Writing
  - History Department Archivado el 11 de octubre de 2010 en Wayback Machine.
  - Mathematics Department
  - Department of Modern Languages
  - Philosophy Department (enlace roto disponible en Internet Archive; véase el historial, la primera versión y la última).
  - Physics Department
  - Political Science Department Archivado el 11 de octubre de 2010 en Wayback Machine.
  - Department of Psychology Archivado el 3 de noviembre de 2010 en Wayback Machine.
  - Public Justice Department
  - Sociology Department
  - Interdisciplinary Departments: African-American Studies, American Studies, Applied Mathematical Economics, Cognitive Science, Geochemistry, Global and International Studies, Human-Computer Interaction, Information Science, Language and International Trade, Linguistics, Native American Studies, Philosophy-Psychology, Women's Studies.
- School of Business Archivado el 20 de agosto de 2010 en Wayback Machine.
- School of Communication, Media and the Arts Archivado el 20 de agosto de 2010 en Wayback Machine.
  - Art Department Archivado el 7 de agosto de 2010 en Wayback Machine.
  - Department of Communication Studies Archivado el 3 de diciembre de 2010 en Wayback Machine.
  - Music Department Archivado el 12 de octubre de 2010 en Wayback Machine.
  - Theatre Department
  - The CMA also collaborates with other Oswego schools on programs that include Cinema and Screen Studies, Information Science, Women's Studies, Creative Arts Therapy, Arts Management
- School of Education Archivado el 23 de agosto de 2010 en Wayback Machine.
  - Counseling and Psychological Services Department Archivado el 3 de septiembre de 2010 en Wayback Machine.
  - Curriculum and Instruction Department Archivado el 23 de agosto de 2010 en Wayback Machine.
  - Educational Administration Department
  - Department of Health Promotion and Wellness (enlace roto disponible en Internet Archive; véase el historial, la primera versión y la última).
  - Department of Technology
  - Department of Vocational Teacher Preparation Archivado el 3 de septiembre de 2010 en Wayback Machine.